# Jižní velitelství (Izrael)

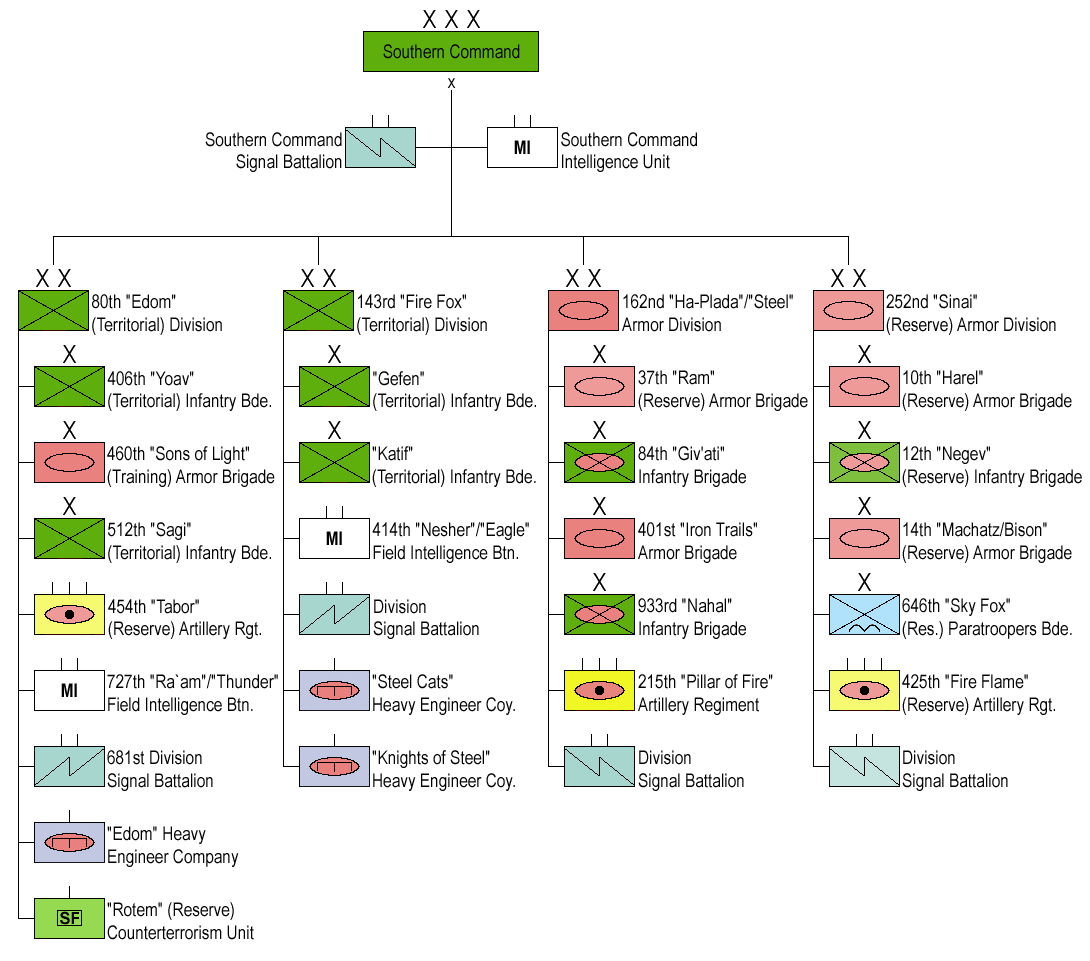
Struktura velení Jižního velitelství

Izraelské Jižní velitelství (hebrejsky: פיקוד דרום Pikud Darom; často zkracováno na Padam) je oblastní velitelství Izraelských obranných sil. Zahrnuje oblasti Negevské pouště, Aravy a Ejlatu. Velitelem je generálmajor Janiv Asor. Kromě těchto oblastí se jednotky jižního velitelství účastní operací v pásmu Gazy.

## Jednotky
Jednotky spadající pod severní velitelství jsou:
- Velení jižních jednotek
- 366. obrněná divize („Amud ha-eš“)
  - 460. obrněná výviková brigáda („Bnej or“)
  - 84. pěší brigáda („Giv'ati“)
- Oblastní divize pro pásmo Gazy
- 80. divize („Edom“)
- 2 záložní obrněné divize
- Logistický pluk jižního velitelství
- Signální prapor jižního velitelství
- Prapor vojenské zpravodajské služby AMAN pro jižní velitelství („Nešer“)
- Ženijní prapor
- 33. lehký pěší prapor („Karakal“)
- 585. průzkumný pouštní prapor beduínů
- Protiteroristická jednotka v oblasti Ejlatu („Rotem“)